# Luigi Amedeo Savojski
Luigi Amedeo Savojski, vojvoda Abruški, italijanski admiral, raziskovalec in plemič, * 29. januar 1873, † 18. marec 1935.
Vodil oz. sodeloval je v več raziskovalnih ekspedicijah:
- 1897: Aljaska,
- 1899-1900: polarna ekspedicija,
- 1906: Ekvatorialna Afrika,
- 1909: Himalaja.

Bil je udeleženec italijansko-turške vojne in 1. svetovne vojne. Leta 1917 se je upokojil iz aktivne vojaške službe, nato pa je med letoma 1919 in do svoje smrti sodeloval pri kolonizaciji Somalije.